# Atoniomyia mikii
Atoniomyia mikii is een vliegensoort uit de familie van de roofvliegen (Asilidae). De wetenschappelijke naam van de soort is voor het eerst geldig gepubliceerd in 1886 door Williston.